# バタビア沖海戦
バタビア沖海戦（バタビアおきかいせん）は、太平洋戦争中の1942年（昭和17年）2月28日深夜から3月1日未明にかけて、日本軍と連合軍との間で行われた海戦のこと。
日本海軍艦隊とABDA連合艦隊の夜間砲雷撃戦。
連合軍側の呼称はスンダ海峡海戦（Battle of the Sunda Strait）。

## 概要
1942年（昭和17年）2月下旬、連合軍の東南アジア防衛線は完全に崩壊し、日本軍は連合軍の重要拠点ジャワ島攻略作戦を発動した。オランダ海軍カレル・ドールマン少将は連合軍残存艦艇を率いて日本軍輸送船団撃滅を企図したが日本海軍護衛艦隊に撃退され、ドールマン少将は戦死した（スラバヤ沖海戦）。
連合軍艦隊に加わっていたアメリカ海軍重巡洋艦1隻、オーストラリア海軍軽巡洋艦1隻、オランダ駆逐艦1隻は戦場から退却後、ジャワ島とボルネオ島間のスンダ海峡を通過して南方への脱出を試みる。
しかし3月1日未明、ジャワ島西方にて上陸作戦中の日本軍輸送船団と水雷戦隊と遭遇、迎撃されて2隻とも撃沈された。蘭駆逐艦も撃沈された（座礁放棄）。日本海軍は誤射で輸送船数隻を失ったが、ジャワ島攻略作戦への影響は最小限だった。

## 海戦の背景

### 連合軍の行動
1942年（昭和17年）2月27-28日のスラバヤ沖海戦（昼戦、夜戦）でドールマン少将ひきいる連合軍艦隊は、ドールマン少将の戦死と軽巡デ・ロイテル、ジャワと駆逐艦数隻の喪失により、統制を失った。
残存艦隊のうち、アメリカ海軍の重巡洋艦ヒューストンとオーストラリア海軍の軽巡洋艦パースはスラバヤ沖海戦で戦死したドールマン少将の最期の命令により先任のパース艦長ヘクター・ウォーラー大佐の指揮下でジャワ島のバタビア(現ジャカルタ)に撤退し、2月28日朝、バタビアに到着した。しかし、バタビアは最早連合軍にとって安全な場所ではなく、戦力の再編成を行うためにABDA司令部よりスンダ海峡経由でジャワ島南岸のチラチャップへ移動する命令が下された。
2月28日夕刻、寄港から僅か半日でヒューストンとパースの2隻が出港した。オランダ海軍の駆逐艦エヴェルトセン（戦史叢書ではエバステン、またはエヴェルツェンと表記）が護衛するはずであったが出撃準備が間に合わず、後から続くこととされた。しかし、遅れて出港したエヴェルトセンは先行部隊が交戦しているのを目撃し、圧倒的な日本艦隊との接触を避けて海峡を通過しようとした。その後、先行部隊が壊滅した約1時間半後に日本軍駆逐艦（白雲、叢雲）に捕捉されて大破し、サブク島の海岸に擱坐して失われた（詳細後述）。

### 日本軍の行動
一方、日本軍は2月18日に今村均陸軍中将率いる第16軍が西部ジャワ島攻略（蘭印作戦）のため輸送船56隻に分乗し、カムラン湾を出撃していた。
これを護衛するのは第五水雷戦隊司令官原顕三郎少将指揮の第三護衛隊（軽巡2隻〈名取、由良〉、駆逐艦15、水雷艇2、掃海艇5、その他3、計27隻〈進軍中、転出・編入による増減あり〉）であった。
これに加えて西方支援隊として第七戦隊（司令官栗田健男少将）の最上型重巡洋艦4隻（第1小隊〈熊野、鈴谷〉、第2小隊〈三隈、最上〉）、第19駆逐隊（浦波、磯波、敷波）が間接支援を行っていた。
またジャワ島南方に南方部隊指揮官近藤信竹中将（第二艦隊司令長官、旗艦愛宕）直率の南方部隊本隊と、機動部隊指揮官南雲忠一中将（第一航空艦隊司令長官、旗艦赤城）の南雲機動部隊が進出し、蘭印作戦全体を支援した。
2月20日、バリ島攻略中の日本軍輸送船団は連合軍艦隊に襲撃された。連合軍艦隊は撃退されたが、いまだ複数隻の巡洋艦と駆逐艦を有していた（バリ島沖海戦）。
2月22日1500頃、北緯1度24分・東経107度55分地点で「ジャワ南方に有力艦隊あり」との情報により、第16軍輸送船団は反転北上した。当時、馬來部隊（指揮官小沢治三郎第一南遣艦隊司令長官）の重巡鳥海や駆逐艦綾波、空母龍驤などはベトナム南部サンジャックにあって27日にシンガポール入港式を挙行しようと準備中で、「これは何たる事だ」と述べる陸軍関係者もいたという。第16軍の中では「スマトラ島に上陸し、舟艇機動（大発動艇）で西部ジャワに上陸すべき」との意見もあった。陸海軍の各部隊指揮官協議の末、ジャワ上陸は2月28日開始と決定された。
2月23日、第16軍輸送船団は再び反転し、南下を再開した。
2月27日0530、バタビア北方約140浬で第16船団主力より東海林支隊（輸送船7隻）が分離した。
同日、重巡熊野水上偵察機が「連合軍艦隊が輸送船団に接近中」と報告したが、連合軍艦隊との決戦をのぞむ第三護衛隊指揮官（原顕三郎第五水雷戦隊司令官、軽巡名取座乗）と、敵艦隊と距離をとろうとする栗田少将（熊野座乗）は一日近く電文の応酬をくりひろげた。
度重なる船団の反転により、第16軍司令部では「本日（27日）、馬來部隊（第一南遣艦隊）がシンガポール入港式を行っているのは理解に苦しむ」という空気が流れた。
第三護衛部隊と第七戦隊のやりとりを受け、みかねた連合艦隊司令部は『バタビヤ方面ノ敵情ニ鑑ミ第七戦隊司令官当該方面ノ諸部隊ヲ統一指揮スルヲ適当ト認ム』と発令した。第七戦隊（栗田司令官）の行動について小島秀雄（海軍少将）は『あとで第七戦隊の先任参謀に、（バタビア沖海戦時）いったいどこにおったんだと聞いた。先任参謀いわく、軍令部に、第七戦隊を大事にしてくださいと言われたというんだ。大事にしてくださいと言われて、後におるやつがあるものか』と批評している。
当時、第16軍輸送船団は今村中将と第二師団の輸送船49隻・護衛部隊（軽巡〈名取〉、第22駆逐隊第1小隊〈文月、皐月〉、第5駆逐隊〈春風、旗風、朝風、松風〉、第11駆逐隊〈初雪、白雪、吹雪〉、第12駆逐隊〈白雲、叢雲〉）、東海林支隊（歩兵第230連隊長東海林俊成大佐。輸送船7隻〈八重丸、豊福丸、甲谷陀丸、ぐらすごう丸、諏訪丸、打出丸、山月丸〉、軽巡〈由良〉、第6駆逐隊第1小隊〈暁、響〉、第22駆逐隊第2小隊〈長月、水無月〉）、馬來部隊協力部隊（第七戦隊〈熊野、鈴谷、三隈、最上〉、第19駆逐隊〈浦波、磯波、敷波〉）、アナンバス在泊の特設水上機母艦2隻（神川丸、山陽丸）、サンジャックを出港予定の空母龍驤と駆逐艦汐風（2隻とも27日0850の南方部隊命令、同日1150の馬來部隊発令による）という状況だった。一連の連合艦隊の注意（27日1430）、南方軍電令（1600）、蘭印部隊命令（1800）により、龍驤と汐風はバタビア攻略部隊に編入されてジャワ方面に出撃、さらに栗田少将がバタビア攻略部隊を指揮することになった。
2月28日0120、第五水雷戦隊司令官は「由良ハ固有隊ニ復帰セヨ、各隊ハ予定ノ如ク行動スベシ」を電令、一号方面部隊（名取）はパンタム湾とメラク湾へ、二号方面部隊（由良）はパトロール方面にむかった。同日1200、日本軍偵察機は第七戦隊第1小隊（熊野〈艦長田中菊松大佐〉、鈴谷〈艦長木村昌福大佐〉）の南方48海里に巡洋艦1と駆逐艦1（重巡ヒューストンと軽巡パース）を発見した。1417、日本軍偵察機は「バタビアの20度10カイリにグラスゴー型一、軽巡一停止す」と通報したので、栗田司令官は1450に反転北上、1700に「バタビア港外に重巡一、軽巡一碇泊、港内に軽巡一アリ」と電報した。結局、栗田司令官指揮下の4隻（熊野、鈴谷、浦波、磯波）は戦闘に参加しなかった。
日本艦隊（第16軍輸送船団）は2月28日2020日にジャワ島予定攻略地点に到着、船団はメラク方面甲地区（那須支隊、第2歩兵団長那須弓雄陸軍少将。香洋丸、北明丸、神州丸《巴組汽船、龍城丸と同名》、ころんびや丸、あとらす丸、降南丸、あきつ丸）、メラク方面乙地区（福島支隊、歩兵第4聯隊長福島久作陸軍大佐。あきつ丸、桃山丸、ぱしふぃっく丸、喜山丸、麗洋丸、津山丸、しどにい丸）、バンタム湾（今村中将、第16軍主力）に向けて分散した。
3月1日午前0時を期してあきつ丸以下の船団がメラク湾に、神州丸以下の船団がバンダム湾に、パトロール方面に二号方面部隊（由良ほか）が、それぞれ入泊して上陸作戦を開始した。海戦当日の月齢は13、月明はあったが薄靄が垂れこめていたという。パンタム湾到着時、日本側は監視砲艦2隻を発見して砲撃、擱座させた。春風と吹雪によりオランダ監視艇レイゲル（592トン）撃沈、初雪と吹雪により特設掃海艇1隻（198トン）擱座、海戦後に白雪が監視艇シリウス（936トン）擱座鹵獲であったという。

## 参加艦艇

### 日本軍側
第三護衛隊（指揮官:第五水雷戦隊司令官原顕三郎少将）
バンタム湾方面
- 第5水雷戦隊（司令官:原顕三郎少将）
  - 軽巡洋艦 名取

- 第5駆逐隊
  - 駆逐艦 朝風、春風、旗風

- 第11駆逐隊
  - 駆逐艦 初雪、白雪、吹雪

メラク湾方面
- 第12駆逐隊
  - 駆逐艦 叢雲、白雲

- 第22駆逐隊第1小隊
  - 駆逐艦 皐月、文月

パトロール方面（夜戦には参加せず）
- 軽巡洋艦 由良
- 第6駆逐隊第1小隊
  - 駆逐艦 暁、響

- 第22駆逐隊第2小隊
  - 駆逐艦 水無月、長月

西方支援隊
- 第7戦隊第2小隊（指揮官:三隈艦長）
  - 重巡洋艦 三隈、最上

- 第19駆逐隊小隊
  - 駆逐艦 敷波

上陸船団
- 日本陸軍第16軍（軍司令官:今村均中将）
  - 陸軍特殊船 神州丸・あきつ丸以下、輸送船56隻（パンタム湾方面、メラク湾北部、メラク湾南部、パトロール方面に分散）
  - 敷設艦 白鷹ほか

### 連合軍側
ABDA連合部隊
- アメリカ海軍
  - 重巡洋艦 ヒューストン
- オーストラリア海軍
  - 軽巡洋艦 パース（指揮艦）
- オランダ海軍
  - 駆逐艦 エヴェルトセン

## 戦闘経過

### 第一次合戦
先行した2隻の連合軍巡洋艦隊（パース、ヒューストン）は、途中のジャワ島バンタム湾（バビ島）付近に差し掛かったとき、前方に日本軍の神州丸以下の輸送船団を発見した。付近に護衛艦艇を発見できなかったことから、両艦はこれを攻撃すべくバビ島の東側をまわってパース-ヒューストンの単縦陣で突撃を開始した。
しかし、既に両艦は3月1日0009（0時9分、以下時間は数字表記のみ）、バビ島西方で哨戒を行っていた駆逐艦吹雪（第11駆逐隊）に発見されていた。吹雪は2隻の後方8,000mを追尾、敵艦の行動を逐一護衛司令部に報告していた。一方、セントニコラス岬沖合いで哨戒中だった原司令官座乗の軽巡名取、第11駆逐隊（初雪、白雪）も0018、東方2万mに敵艦を発見する。更に0029、パンジャン島沖合いを哨戒中の駆逐艦春風（第5駆逐隊）も距離8,000mで敵艦を発見、通報する。しかしこの時点においても連合軍の2艦は未だに日本軍の護衛部隊を発見しておらず、突撃を続けていた。
原司令官は一刻の猶予も無いと判断、第三護衛隊全艦に対して集結命令を出すと、北方沖合を哨戒中だった西部支援隊（第七戦隊第2小隊〈三隈、最上〉、第19駆逐隊〈敷波〉）に対しても集合するよう命じた。続いて名取と第11駆逐隊に「魚雷戦用意」を下令、また第5駆逐隊（春風、旗風、朝風）に集結を命じた。原司令官は迎撃準備を整える一方、敵が味方重巡の出現により形勢不利と考えて遁走することも警戒していた。従って戦闘は軽巡名取と駆逐隊で敵艦を広い海面に誘い出し、味方船団からも引き離した上で一挙に戦力を集中して撃滅する、という方針を立てた。
しかし、そうこうしているうちにパースとヒューストンは日本軍輸送船団に接近、0037まずパースが照明弾を発射した。これに続いてヒューストンが輸送船に対して主砲で砲撃を始めたが、遠距離砲戦のため命中弾はなかった。一方、連合軍はようやく後方に艦がいることに気づいた。パースが発光信号で誰何を行った直後の0044、後方を追尾していた駆逐艦吹雪が距離2,500mでヒューストンに対して魚雷9本を発射し、更に12.7センチ主砲を16発発射した（吹雪は魚雷命中と誤認）。これに対して2隻（パース、ヒューストン）は面舵で急旋回を行い魚雷を回避しつつ、照射砲撃で反撃したが、吹雪は煙幕を展張して避退した。また船団に対する2隻（パース、ヒューストン）の砲撃開始と『敵機吊光投弾ヲ投下ス』を見た春風（第5駆逐隊司令駆逐艦）が連合軍2隻（パース、ヒューストン）と船団の間に割って入り、0037から0057にかけて煙幕を展張した。この煙幕は当時まだレーダーを装備していなかった連合軍艦船に対して極めて有効に働き、これによって連合軍の両艦は船団砲撃が出来なくなった。
原司令官も敵艦の味方船団への砲撃開始を確認した直後の0045、これを救援すべく麾下の第5駆逐隊と第11駆逐隊に対して「駆逐隊突撃せよ」と下令した。しかし船団傍にいた第5駆逐隊の旗風は敵艦との距離が3,500mまで近接しており、0052照射砲撃を開始したが12センチ砲4門では巡洋艦2隻の相手にはならず、反撃を受けて避退、一旦集結地点へ向かい北上した。第5駆逐隊は0102、セントニコラス沖北方約10kmの海上で合流すると単縦陣となり、突撃を開始した。

### 第二次合戦
原司令官の突撃命令にともない、各駆逐隊は各々敵艦に向けて突撃を仕掛けた。0110、まず第11駆逐隊（初雪、白雪）が距離3,500mまで接近すると魚雷を各艦9本、計18本を発射すると煙幕を展開して北方に避退した。第5駆逐隊は0110に右舷同航の態勢で魚雷を発射しようとしたが、春風は被弾して舵故障（春風艦長古要桂次少佐は、魚雷発射失敗のため回頭と回想）、旗風は至近弾の水柱で発射できず、0113朝風のみ距離3,700mで魚雷6本を発射した。旗艦名取は0113に照射砲撃を開始、1分後に右同航戦で魚雷4本を発射すると「発射終了セルモノハ名取ニ合同セヨ」と下令、煙幕を展開しながら北方へ避退した。同時刻、それぞれ戦場に到着した各艦（三隈、最上、敷波、白雲、叢雲）は敵艦との距離をつめつつ、襲撃の機会をうかがった。敷設艦白鷹は南下すると0056から戦闘に加入し、0114に命中弾を記録した。
名取と第11駆逐隊は北方へ離脱しつつ魚雷の次発装填を急ぎ、第12駆逐隊（白雲、叢雲）は急速に東進、また第一撃で射点を逸して魚雷を発射できなかった旗風と春風は再度の襲撃運動に入っていた。

### 第三次合戦
0116、重巡三隈は水上偵察機1機を射出した。三隈艦長崎山釈夫大佐の報告によれば全機発進を命じたものの、2号機と3号機が接触事故を起こし、1号機しか発進できなかったという。0119、第七戦隊（三隈、最上、敷波）が戦闘に参加する。まず、距離11,200mから七戦隊（三隈、最上）はそれぞれ6本（計12本）の魚雷を発射するが、そのまま直進するとバビ島にぶつかるため、左に反転した。
0122、距離11,000mで照射砲撃を開始、連合軍艦隊2番艦（ヒューストン）に砲撃を集中した。ヒューストンは次々と命中弾を受け次第に速力が低下し始めた。しかしここで三隈の主接断器に故障が生じ探照灯等の電気系統が麻痺、主砲射撃が出来なくなった。三隈に続行する最上のみ砲撃を続け、0127に魚雷6本を発射する。三隈の電気系統故障は0130に復旧、「我今ヨリ敵ノ止メヲ刺ス」と全軍に電報したのち、2番艦（ヒューストン）に9,000mから照射砲撃を開始した。第5駆逐隊は敵艦からの砲撃に悩まされつつ、戦闘を続けた。春風は0126に魚雷6本をパースに向け発射、2分後に命中とおぼしき水柱を確認した。ただし古要（春風艦長）は、発射した魚雷は日本軍輸送船団の方に疾走したと回想している。旗風は0128に距離3,800mから魚雷6本を発射、朝風と共に西方に避退した。
第12駆逐隊は敵艦に接近、叢雲は0130-0132に魚雷9本を発射、つづいて照射砲撃を実施した。名取は0130に距離8,000mで照射砲撃を開始、さらに第11駆逐隊、第12駆逐隊、第5駆逐隊を呼び寄せて0200までに単縦陣を形成すると、南進してヒューストンを目指した。日本側では敷波が至近弾によりスクリューに軽微な損傷を受けた。

### 第四次合戦
0130以降の第七戦隊や各駆逐艦の砲撃雷撃により、連合軍巡洋艦2隻(パース、ヒューストン）は沈没寸前となっていた。0142、被雷したパースは急速に沈没していった。682名（士官45名、水兵631名とも）の乗組員のうち、ウォーラー艦長を含む353名が戦死（士官23名、兵329名とも）、100名（105名とも）が捕虜生活中に死亡、229人が帰国した。
残ったヒューストンは15ktで走っていたが、機関室への命中弾で機関科兵員が全滅、次々と命中する敵弾により既に主砲は沈黙し、僅かに数門の高角砲が火を吐くだけになっていた。日本軍はこの艦に対し手を緩めず攻撃を続け、ヒューストン艦内は大混乱に陥った。この時点で既に被雷4本以上、被弾50発以上の損害を受け浮いているのが不思議な状態であった。0156、ヒューストンの主砲が沈黙したことを確認した第七戦隊第2小隊（三隈、最上）は砲撃を中止、続行していた敷波を分離してヒューストンに止めをさすことにした。三隈水雷長が「敷波は魚雷を発射していないようだから撃たせてはどうか」と進言した為である。敷波は、0159にヒューストンへ向け九〇式魚雷を1本発射した。ヒューストンは沈没寸前まで機銃で反撃していたので、敷波は更に砲撃を加えた。ヒューストンでは既に艦長A・H・ルックス大佐が戦死しており副長が指揮を代行していたが、敷波の魚雷命中を受けて総員退去命令が下された（総員退去命令後、艦橋への直撃弾で艦長戦死とも）。そして0206、ヒューストンは転覆し、艦尾から沈んでいった。ヒューストンの乗組員は1008名中、368名が日本軍に救助されたが、そのうち76名は収容所内で死亡、266名が戦後帰国した。日本艦隊は救助した捕虜からパースとヒューストンの艦名を知った。

### 同士討ち
海戦自体は約2時間の戦闘で連合軍巡洋艦2隻撃沈、日本軍の損害軽微（白雪、春風、敷波小破）と日本海軍の一方的な勝利に終わったが、0135パンジャン島南方で日本軍輸送船団を直衛していた第二号掃海艇が突然右舷缶室に魚雷1本の直撃を受け、艦体切断したのち転覆した。戦死傷者約40名。
0138に陸軍輸送船の佐倉丸（日本郵船、9,246トン）の左舷4番船倉に魚雷1本が命中、さらに0200頃に左舷機関室に魚雷1本が命中して佐倉丸は沈没した。0140に陸軍病院船の蓬莱丸（大阪商船、9,192トン）の左舷機関室に魚雷1本が命中し、横転着底した。また、陸軍輸送船の龍野丸（日本郵船、7,296トン）が魚雷を回避中に座礁するという損害が出た。第16軍司令官今村均中将座乗の陸軍特殊船（揚陸艦）龍城丸（神洲丸）にも魚雷が命中して、同船は大破着底した。今村中将は海上へ投げ出され、漂流後0430に救助された。第16軍司令部首脳に被害はなかった。また揚陸作戦・攻略作戦全体に大きな影響はなかったものの、第16軍司令部は龍城丸沈没と無線機・暗号書喪失による不便に堪えねばならなかった。
今村中将は「極く強い電光をかがやかして湾内をかけめぐる2隻の高速魚雷艇」に撃沈されたと回想している（後述参照）。日本側は連合軍側の魚雷艇とした。戦史叢書3巻『蘭印作戦』でも「連合軍の高速魚雷艇が突っ込んできた。その突入してきた時機は、ちょうど三隈、最上以下が砲撃戦、雷撃戦を展開していた最中で、彼我の魚雷が交錯していた。」、「（上陸部隊が海上を見ると）高速魚雷艇が照射しながら、わが輸送船を砲撃していた。龍城丸が魚雷を受けて傾斜しているのが見えた。」と記述している。
日本海軍では海戦直後から原因調査したが、連合軍艦艇から魚雷が発射された形跡も無く、また他に敵影も見られなかった。そして輸送船の被雷時刻、射線方向、爆発の威力から第七戦隊（最上）が0127に発射した魚雷（第二次発射）が敵艦に命中せず、そのまま射線延長線上の輸送船団に到達した可能性が高いことが判明した。一部文献では、吹雪が発射した魚雷が龍城丸等を撃沈したとする。当時の初雪砲術長は「第11駆逐隊（初雪、白雪、吹雪）の魚雷と思えて仕方がない」と回想している。
結局、日本陸軍の上陸点付近で九三式魚雷の尾部が引き上げられる事態に至り、第三護衛隊司令部は原因は味方の誤射と判断した。今村中将に対して、護衛隊司令部一同が謝罪することになった。謝罪をうけた今村司令官はこれを快く受け入れると、この事件に関しては敵魚雷艇の損害とすることを提案、海軍の顔を立てた。護衛隊司令官の原少将はこの後、この海戦の戦訓所見として「輸送船団至近ノ海面ニ於ケル戦闘ニシテ、シカモ多数ノ夜戦隊挟撃ノ態勢ニ於ケル魚雷戦ニ於イテハ、射線方向ニ対シテ特ニ深甚ノ注意ヲ要ス」と戦闘詳報に明記している。『太平洋の試練』では「比較的狭い海域でこれほど多数の魚雷を発射すれば、背後の輸送船団に命中するのは当然だ」と評している。
なお1942年（昭和17年）12月8日附で山本五十六連合艦隊司令長官は、本海戦に参加した護衛部隊と3隻（三隈、最上、敷波）に対し「各隊協力善戦奮闘シ遂ニ敵ヲ殲滅シテ克ク護衛ノ任ヲ全フセルハ功績顕著ナリト認ム」として感状をおくった。だが、三隈はすでにミッドウェー海戦で沈没し、三隈艦長の崎山釈夫大佐も戦死していた。

## 海戦終了後
3月1日0325-0330、第12駆逐隊（白雲、叢雲）はソワートウェー島西方約5浬でオランダの駆逐艦エベェルツェン（エヴェルトセン）を発見、砲撃を行った。第12駆逐隊はエベェルツェンに命中弾を与えたが（翌朝の日本側調査では12.7cm砲弾約10発命中）、前方に機雷原があるとの事前情報を得ており、0418に追撃を中止した。エベルツェンは煙幕を展開して逃走後に、セグク島で擱座した。乗組員は陸上に脱出した。午前中、叢雲は座礁したエベェルツェンを発見、臨検隊を送って調査を行うことにした。臨検隊が叢雲に戻ったのち、エヴェルツェンで爆発が発生した。3月2日にも爆発が起こり、沈没した。
第12駆逐隊がエベルツェンを撃破した頃、第11駆逐隊（初雪、吹雪）はバビ島南方を航行中の5000トン級給油船を砲撃して撃沈した。第七戦隊司令官栗田健男少将が率いる第七戦隊第1小隊（熊野、鈴谷）と第19駆逐隊（浦波、磯波）はバタビア沖海戦の後、3月4日0100に南緯4度48分 東経107度34分 / 南緯4.800度 東経107.567度地点で七戦隊第2小隊（三隈、最上）、第四航空戦隊（龍驤）と合流、5日1900にシンガポールへ帰投した。
同じ3月1日昼過ぎには、イギリスの重巡エクセターと駆逐艦2隻（ポープ、エンカウンター）も撃沈されており、ABDA連合艦隊の主力は失われた。スラバヤ沖海戦に参加した艦艇のうち脱出に成功したのは、バリ海峡の突破に成功したアメリカ海軍の駆逐艦4隻のみだった。その他、多くの小艦艇がオーストラリアやセイロン島を目指し脱出を試みたが、ジャワ島南方海面には南方部隊指揮官近藤信竹第二艦隊司令長官直率の南方部隊本隊（愛宕、高雄、嵐、野分）と第一航空艦隊司令長官南雲忠一中将指揮下の南雲機動部隊が行動しており、脱出艦艇の捕捉攻撃をおこなっていた。アメリカの駆逐艦エドソールや給油艦ペコスのように、撃沈される艦もあった。アメリカ海軍の軽巡2隻は大破して本国に回航され、生き残った。またイギリスの軽巡2隻とオーストラリアの軽巡1隻を中核とした部隊があったが、戦闘に参加しないまま早期にスンダ海峡を突破して脱出した。
3月1日以降日本軍は大本営発表を行い、スラバヤ沖海戦・バタビヤ沖海戦の戦果を発表した（実際の戦果、損失とは異なる）。
第16軍は3月1月、ジャワ島各所に上陸し、9日にはオランダ軍が降伏した。ジャワ島の要地バンドンも陥落し、残存連合軍も順次降伏、日本軍は蘭印を掌握した。本海戦に参加した各隊・各艦は3月4日以降、次作戦に備えてシンガポールやカムラン湾へ移動していった。なお、バンタムの西部に位置するメラクへの上陸部隊であるあきつ丸以下は敵艦隊との遭遇も無く無事に上陸を成功させた。この際、メラク島攻略部隊は、連合軍艦艦艇から脱出後に漂着していた水兵35名を捕虜とした。
その後、神州丸と龍野丸はサルベージされて修理された。神州丸は1945年（昭和20年）1月3日、台湾の高雄沖にて米機動部隊の空襲を受けて大破放棄され、漂流中にアメリカの潜水艦アスプロの雷撃で撃沈された。龍野丸は応急タンカーに改装され、海軍徴用船となって行動したが、1944年（昭和19年）1月15日にマニラから門司に向かう途中、ルソン海峡でアメリカの潜水艦スレッシャーが発射した魚雷2本が命中し、轟沈した。